# FK Metałurg Skopje
Metałurg Skopje (mac.: ФК Металург Скопје) – macedoński klub piłkarski ze Skopje, stolicy kraju, utworzony w 1964 roku. Obecnie występuje w III lidze. Do najwyższej klasy rozgrywkowej klub wrócił przed sezonem 2008/2009. Dzięki zajęciu 3. miejsca w lidze, klub po raz pierwszy w historii zakwalifikował się do europejskich pucharów. W I rundzie kwalifikacyjnej zespół Metalurga trafił na azerski Qarabağ Ağdam. Na wyjeździe padł wynik 4:1 dla Qarabağ. Mecz w Skopju zakończył się remisem 1:1, co oznaczało koniec gry Metalurga w Lidze Europy UEFA.

## Sezony w Prwej lidze macedońskiej
- 1992/1993: 15. miejsce
- 2008/2009: 9. miejsce
- 2009/2010: 3. miejsce

## Europejskie puchary
Legenda do wszystkich tabel:
- Q – runda eliminacyjna, 1/16, 1/8, 1/4, 1/2 – odpowiednia faza rozgrywek, Grupa – runda grupowa, 1r gr – pierwsza runda grupowa, 2r gr – druga runda grupowa, F – finał, R – runda, PO – play-off
- k. – rzuty karne, los. – losowanie, Dogr. – dogrywka, w. – zasada bramek strzelonych na wyjeździe

| Sezon   | Rozgrywki   | Runda | Przeciwnik      | Dom | Wyjazd | Ogólnie |
| ------- | ----------- | ----- | --------------- | --- | ------ | ------- |
| 2010/11 | Liga Europy | 1Q    | Qarabağ Ağdam   | 1–1 | 1–4    | 2–5     |
| 2011/12 | Liga Europy | 2Q    | Łokomotiw Sofia | 0–0 | 2–3    | 2–3     |
| 2012/13 | Liga Europy | 1Q    | Birkirkara FC   | 0–0 | 2–2    | 2–2, w. |
| 2012/13 | Liga Europy | 2Q    | Ruch Chorzów    | 0–3 | 1–3    | 1–6     |
| 2013/14 | Liga Europy | 1Q    | Qarabağ Ağdam   | 0–1 | 0–1    | 0–2     |
| 2014/15 | Liga Europy | 1Q    | UE Santa Coloma | 2–0 | 3–0    | 5–0     |
| 2014/15 | Liga Europy | 2Q    | FK Željezničar  | 0–0 | 2–2    | 2–2, w. |
| 2014/15 | Liga Europy | 3Q    | Omonia Nikozja  | 0–1 | 0–3    | 0–4     |